# Gösta Hillfon
Gösta Kurt Hillfon, född 11 december 1918 i Stockholm, död 18 september 1995, var en svensk konstnär, främst verksam inom måleri och teckning.

## Biografi
Gösta Hillfon var son till Curt Hillfon och Alexandra Blomqvist och från 1942 gift med keramikern Hertha Hillfon, född Forsberg. Tillsammans fick de barnen Curt och Maria Hillfon. Gösta Hillfon studerade vid Tekniska skolan och Edvin Ollers målarskola i Stockholm. Han medverkade några gånger från 1941 i Nationalmuseums utställning Unga tecknare och med konstnärsgruppen De Fria ställde han ut på Modern konst i hemmiljö i Stockholm. Makarna Hillfon är begravda på Skogskyrkogården i Stockholm.